# Věra Chytilová
Věra Chytilová (Ostrava, 2 februari 1929 – Praag, 12 maart 2014) was een avant-gardistische Tsjechische filmregisseur en voortrekker van de Tsjechische cinema. Ze werd verbannen door de Tsjechoslovakische republiek in de jaren 60. Ze is het best gekend voor haar Tsjechische Nouvelle Vague film, Sedmikrásky (Madeliefjes). Andere films zoalsVlčí bouda (1987), Kopytem sem, kopytem tam (1989) en Dědictví aneb Kurvahošigutntag (1992) van haar werden vertoond op internationale filmfestivals. Ze ontving een Orde van Kunsten en Letteren, Medal of Merit en de Tsjechische Leeuw award voor haar werk.
Věra Chytilová studeerde eerst wijsbegeerte en architectuur, voordat ze samen met Miloš Forman aan de Praagse filmschool FAMU ging studeren. In het begin van de jaren 60 waren ze allebei vertegenwoordigers van de Tsjecho-Slowaakse Nouvelle Vague. Chytilová zette zich in het bijzonder in voor het feminisme en kreeg daarom tussen 1969 en 1975 werkverbod.

## Carrière
Na het afstuderen van FAMU werden twee korte films van Chytilová uitgebracht in de cinemas in Tsjecho-Slowakije. In 1963 bracht Chytilová haar eerste langspeelfilm O něčem jiném uit.
Chytilová is het best gekend voor haar ooit controversiële Madeliefjes (1966). Madeliefjes is gekend voor de onsympathieke personages, het missen van een doorlopend narratief en een abrupte visuele stijl. Chytilová zei dat ze Madeliefjes zo had gestructureerd dat het "het gevoel van betrokkenheid [van de kijker] beperkt en hem leidt tot het begrijpen van een onderliggend idee of filosofie". De film werd verbannen in Tsjecho-Slowakije tijdens de eerste release in 1966 tot 1967 vanwege de beelden van voedselverspilling. In 1966 won de film alsnog de Grand Prix op het Bergamo Filmfestival in Italië. Met Madeliefjes werd Chytilová's carrière een feit op nationaal en internationaal vlak.
Na Madeliefjes maakte de regering het moeilijk voor Chytilová om werk te vinden in Tsjecho-Slowakije, ook al werd ze nooit officieel geclassificeerd als een regisseur op de 'blacklist'. Haar volgende film Ovoce stromů rajských jíme (Fruit of Paradise, 1969) was haar laatste voor de invasie van de Sovjet-Unie in 1968. Daarna was het zo goed als onmogelijk voor haar om werk te vinden. Ze moest noodgedwongen advertenties regisseren onder de naam van haar echtgenoot, Jaroslav Kučera.
Chytilová werd in 1976 benaderd door de regering die bezorgd waren om de lage opkomst in de cinemas en haar vroegen films te regisseren door een van de bedrijven die door de staat werden gecontroleerd. Tegelijkertijd werd er in de Verenigde Staten een 'Jaar van Vrouwen' filmfestival georganiseerd. Zij contacteerden Chytilová om toestemming te vragen haar film Madeliefjes te vertonen als de opener. Chytilová vertelde het festival dat de enige ongecensureerde prints van de film zich in Parijs en Brussel bevonden. Ze vertelde het festival ook dat de regering haar niet zou toelaten naar het festival te gaan en dat ze ook niet toegelaten was films te regisseren. Het festival begon met internationale druk op te leggen aan de Tsjecho-Slowaakse regering door een petitie op te starten. Chytilová schreef, gesteund door de internationale druk, een brief naar de President Gustáv Husák waarin ze haar carrière gedetailleerd beschreef alsook haar persoonlijke geloof in het socialisme. Vanwege het succes van de internationale druk en door de persoonlijke brief van Chytilová aan de president, kon ze beginnen met de productie van Hra o jablko (1976). De film werd afgemaakt en werd vertoond op het Internationaal filmfestival van Karlsbad en won de Zilveren Hugo op het Internationaal filmfestival van Chicago.
Na de release van Hra o jablko mocht Chytilová weer films maken. Toch was ze nog vaak verwikkeld in controversie en zware censuur van de Tsjecho-Slowaakse regering. Věra Chytilová's laatste film kwam uit in 2006 en ze was een leerkracht regie aan het FAMU.

## Filmografie (selectie)
- 1962: Strop
- 1963: O něčem jiném
- 1966: Sedmikrásky
- 1976: Hra o jablko
- 1979: Panelstory
- 1980: Kalamita
- 1981: Chytilová versus Forman
- 1984: Faunovo velmi pozdní odpoledne
- 1985: Prague
- 1986: Vlčí bouda
- 1988: Kopytem sem, kopytem tam
- 1988: Šasek a královna
- 1993: Dědictví aneb kurvahošigutntag
- 1998: Pasti, pasti, pastičky
- 2001: Vyhnáni z ráje
- 2005: Pátrání po Ester
- 2006: Hezké chvilky bez záruky